# شوگران
شوگران (به انگلیسی: Shogran) یک روستا در پاکستان است که در ناحیه مانسهره واقع شده‌است.